# 1998 في البرتغال
فيما يلي قوائم الأحداث التي وقعت خلال عام 1998 في البرتغال.

## رياضة
- 1 يناير – بطولة إستوريل المفتوحة 1998 - زوجي الرجال
- 1 يناير – بطولة إستوريل المفتوحة 1998 - فردي الرجال

## مواليد

### يناير
- 22 يناير – بيدرو بيريرا لاعب كرة قدم برتغالي.

### مارس
- 18 مارس – بيدرو بينهو ماركيز
- 20 مارس – روي بيدرو لاعب كرة قدم برتغالي.
- 22 مارس – روي بيريز لاعب كرة قدم برتغالي.

### أبريل
- 23 أبريل – برونو باز لاعب كرة قدم برتغالي.

### مايو
- 12 مايو – برونو رافاييل مارتينز أموريم لاعب كرة قدم برتغالي.

### يونيو
- 27 يونيو – ريكاردو أرواخو

### سبتمبر
- 7 سبتمبر – روجر راموس لاعب كرة قدم برتغالي.

### نوفمبر
- 30 نوفمبر – ليوناردو لوبيز لاعب كرة قدم برتغالي.

### ديسمبر
- 21 ديسمبر – بيدرو ألبينو لاعب كرة قدم برتغالي.

## وفيات

### يناير
- 8 يناير – روي أرواخو (مواليد 1910) لاعب كرة قدم برتغالي.